# ベイビーママ
『ベイビーママ』（原題：Baby Mama）は、2008年にアメリカで製作・公開されたロマンティック・コメディ映画。日本では劇場公開されずビデオスルーになった。

## ストーリー
オーガニック食品のチェーン店であるラウンド・アース社に勤めるケイト・ホルブリックは優秀なキャリアウーマンで、37歳になっても結婚をせずに仕事一筋で生きてきた。しかし姉・キャロラインの子供たちや町の赤ん坊を見るたびに自分の子供を欲しくなって仕方がない。医師の診断では、今の彼女の子宮では人工授精を行っても妊娠できる可能性は極めて低いという。そこで彼女は代理母出産を決意する。
チャフィー・ビッグネル代理出産斡旋センターが巨額の契約で彼女に紹介した代理母のアンジーは、ぐうたらな内縁の夫・カールがいる、ケイトと正反対の子供のような自由奔放な性格だった。人工授精の成功後、カールと喧嘩したアンジーは、新店舗開発のためフィラデルフィアの高級マンションに住んでいるケイトの元に転がり込む。ライフスタイルや好み・性格など様々な点で不一致な二人だったが、一緒に暮らしていくうちに影響を受けていき、またケイトにも地域のジュース（スムージー）販売店主・ロブというボーイフレンドができる。
しかし、アンジーは金のために妊娠検査薬をカールと共謀の上偽装し、妊娠とそれに伴う体の変化も偽っていた。なかなかそれを言い出せないアンジーだったが、検査をし直すと実はしっかり妊娠していることがわかる。ただしその子供は、妊娠検査薬が陰性であると誤解したアンジーがカールとその後セックスしてしまったため、アンジーとカールの子供なのか、ケイトと精子提供者の子供なのか、ＤＮＡ鑑定をしないとわからない、ということになってしまう。
簡易裁判所でアンジーとケイト、それにカールとロブ（彼は以前弁護士をやっていたため、その場に立ち会う権利を持つ）の４人に、鑑定結果を伝える裁判官は「アンジーの子である」と断定する。
失望し落胆したケイトはアンジーに、もうお互い二度と会うことはないだろう、と裁判所の前で語り合うが、その最中にアンジーが破水し、予定より早い出産に二人はあわてて産院に行く。アンジーは女児・ステファニーを出産する。さらに分娩中に倒れたケイトを診察した医師は、彼女に妊娠二ヶ月だということを告げる。ロブの子ができたのだった。
それから一年後、ステファニーの一歳の誕生日パーティには、アンジーとカール、さらにケイトとロブが我が子を連れて、仕事仲間や近所・親戚らとともに出席する。

## キャスト
| 役名                         | 俳優                   | 日本語吹替 |
| ---------------------------- | ---------------------- | ---------- |
| ケイト・ホルブルック         | ティナ・フェイ         | 岡寛恵     |
| アンジー・オストロウィスキー | エイミー・ポーラー     | 田村真紀   |
| ロブ・アッカーマン           | グレッグ・キニア       | 横島亘     |
| チャフィー・ビックネル       | シガニー・ウィーバー   | 弥永和子   |
| バリー                       | スティーヴ・マーティン | 稲垣隆史   |
| スコット                     | ウィル・フォーテ       |            |

## スタッフ
- 監督：マイケル・マッカラーズ
- 製作：ローン・マイケルズ
- 製作総指揮：ジル・メシック、ルイーズ・ロズナー、ライアン・カヴァノー
- 脚本：マイケル・マッカラーズ
- 撮影：ダリン・オカダ
- 音楽：ジェフ・リッチモンド
- 編集：ブルース・グリーン